# Nomosphecia monicae
Nomosphecia monicae är en stekelart som beskrevs av Alfred Byrd Graf 1997. Nomosphecia monicae ingår i släktet Nomosphecia och familjen brokparasitsteklar. Inga underarter finns listade i Catalogue of Life.